# Grand Prix de Wallonie 1935
La 1re édition du Grand Prix de Wallonie a eu lieu en juin 1935. Elle a été remportée par le Belge Gustave De Greef.

## Classement final
Gustave De Greef remporte la course en parcourant les 225 kilomètres en 6 h 49 min 0 s à la vitesse moyenne de 33,007 km/h,.
| \| Classement général \| Classement général \| Classement général \| Classement général \| Classement général \| \| Coureur \| Coureur \| Pays \| Équipe \| Temps \| \| ------------------ \| ------------------- \| ------------------ \| ------------------ \| ------------------ \| \| 1er \| Gustave De Greef \| Belgique \| \| 6 h 49 min 00 s \| \| 2e \| Joseph Vanderhaegen \| Belgique \| \| \| \| 3e \| Léopold Gerard \| Belgique \| \| \| |                     |          |        |                 |
| |                     |          |        |                 |
| Source : Cycling Archives |                     |          |        |                 |
| Classement général |                     |          |        |                 |
| Coureur | Coureur             | Pays     | Équipe | Temps           |
| 1er | Gustave De Greef    | Belgique |        | 6 h 49 min 00 s |
| 2e | Joseph Vanderhaegen | Belgique |        |                 |
| 3e | Léopold Gerard      | Belgique |        |                 |